# Гіркий місяць
«Гіркий місяць» (англ. Bitter Moon) — мелодраматичний фільм 1992 року, знятий режисером Романом Поланскі. Головні ролі виконали Пітер Койот і дружина режисера Еммануель Сеньє. Сценарій до фільму був написаний на основі роману письменника Паскаля Брюкнера. Музику до фільму написав відомий грецький композитор Вангеліс. Прем'єра фільму відбулася 12 липня 1992 року у Великій Британії.
Назву можна перевести як «гіркий місяць» або болісний в протилежність медового місяця.
Фільм зазнав значної критики через зображення садомазохістських фантазій, крім того, фільм не окупився в прокаті.

## Сюжет
Англійська подружня пара — Найджел і Фіона — після семи років шлюбу подорожує в морському круїзі по Середземному морю від Венеції до Індії з одним бажанням — привнести новизни і свіжості в свої цнотливі стосунки. На теплоході вони знайомляться з дещо дивною подружньою парою. Це літній американський письменник Оскар і його молода красуня-дружина — француженка Мімі. Оскару близько 50 років, він хворий поперечним мієлітом, частково паралізований і змушений пересуватися на інвалідному візку. Оскар вирішує розповісти Найджелу історію любовних відносин з Мімі.
Вони познайомилися рано вранці в паризькому автобусі, Оскар віддав свій квиток Мімі. Йому під 40, їй трохи за 20, секс стирає всі можливі межі віку, принципів і життя взагалі. Флірт перетікає в жагучу пристрасть, яка може довести до саморуйнування. Спершу їх любовний зв'язок був шалено-пристрасний, але потім відносини почали холонути, і союз став нудним. Оскар шукав нових відчуттів і всіляко намагався звільнитися від Мімі, а Мімі навпаки намагалася утримати його, бажала бути його дружиною і у що б то не стало залишатися поруч з ним, незважаючи на всі приниження — постійні кпини інших жінок, домашні вечірки, на яких Оскар публічно виставляв Мімі посміховиськом, відверте презирство, аборт (за вимогою Оскара), після якого Мімі стала безплідною. Нарешті Оскар обманом змусив її виїхати в іншу країну. Через два роки він потрапив в аварію і лежав у лікарні. Мімі відвідала його, і, користуючись хворобливим станом колишнього коханця, зіштовхнула його з ліжка. Отримана тоді Оскаром травма і стала причиною його паралічу. Вона стала піклуватися про нього, поставивши в стан цілковитої залежності — сильніше, ніж колись сама залежала від нього.
Вона стає його доглядальницею, і відносини скочуються до садомазохізму. Мімі продовжує мстити йому. Наприклад, Мімі користується скутістю в пересуванні Оскара і вчиняє статевий акт зі своїм чорношкірим коханцем в межах чутності Оскара. Майже кожен вечір Мімі проводить на вечірках, в нічних клубах і повертається додому або пізно вночі, або вже під ранок. Одного разу Мімі дарує Оскару на його день народження заряджений пістолет, тим самим натякаючи, що йому пора застрелитися. Тим не менш, вони тримаються один за одного і навіть офіційно оформляють свої відносини. Вони стають зрадниками, хоча їх любов давно стала збоченою і перекрилася ненавистю.
Англійці на теплоході залишаються до пори до часу спостерігачами, але зваблива красуня Мімі вирішує і їх залучити в свою гру. Вона пропонує Найджелу стати її коханцем, але сама ж тягне з цим. Зрештою Мімі відмовляє Найджелу і проводить ніч любові з його дружиною Фіоною. Закінчується фільм тим, що Оскар вбиває Мімі і себе з пістолета, який та йому колись сама і подарувала.

## В ролях
- Пітер Койот — Оскар
- Еммануель Сеньє — Мімі
- Г'ю Грант — Найджел
- Крістін Скотт Томас — Фіона
- Віктор Банерджі — містер Сінгх
- Софі Патель — Амріта Сінгх
- Патрік Альбенк — стюард
- Смілья Михайлович — гравець в бридж
- Лео Екманн — гравець в бридж
- Лука Веллані — Дадо
- Річард Д'ю — завсідник вечірок